# Lubuk Selo
Lubuk Selo is een bestuurslaag in het regentschap Lahat van de provincie Zuid-Sumatra, Indonesië. Lubuk Selo telt 912 inwoners (volkstelling 2010).